# Blepharella
Blepharella – rodzaj muchówek z rodziny rączycowatych (Tachinidae).

## Wybrane gatunki
- B. lateralis Macquart, 1851[1]
- B. tenuparafacialis Chao & Shi, 1982[1]